# Pollachar Inn

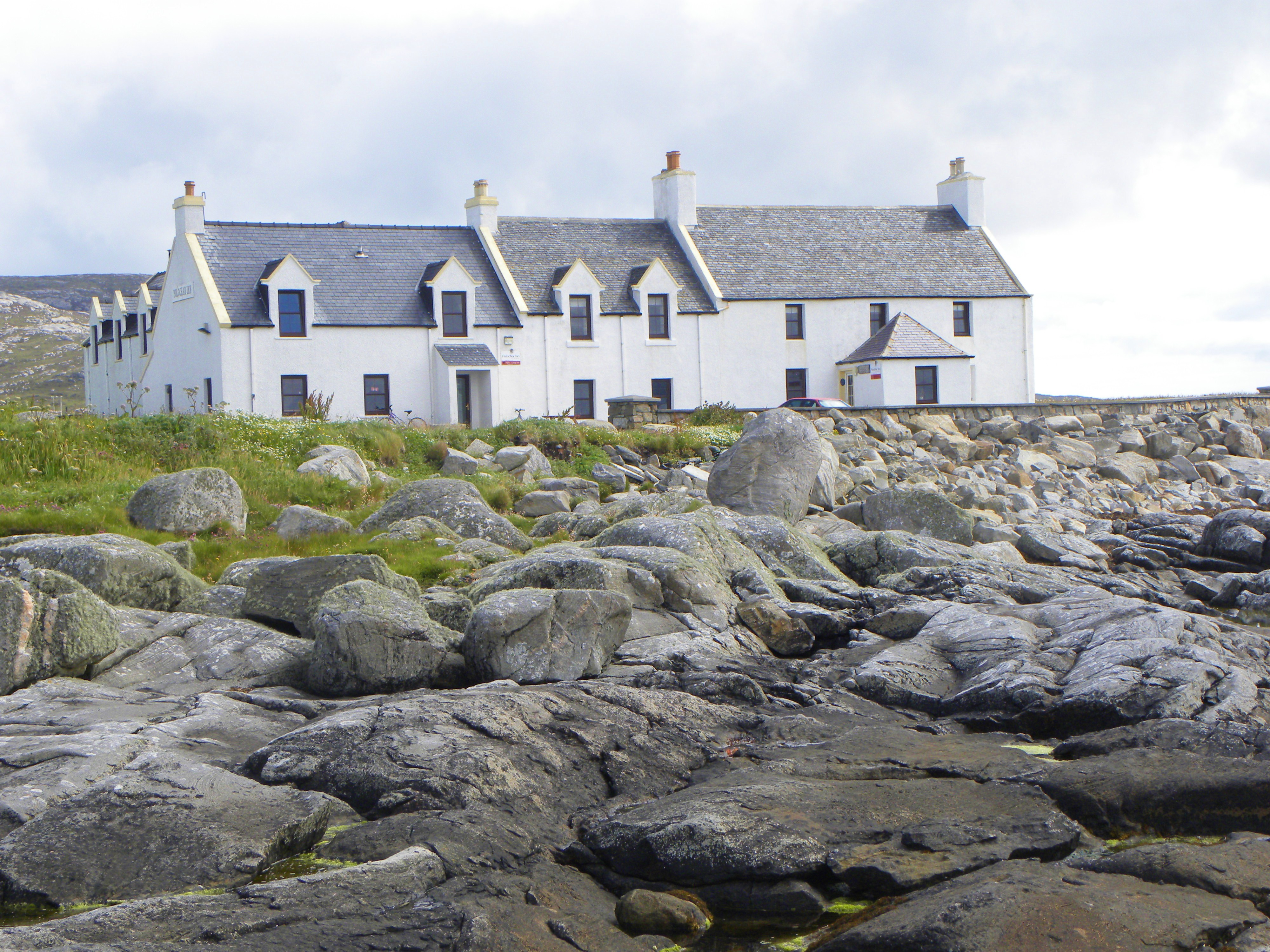
Pollachar Inn

Das Pollachar Inn, auch Polochar Inn, ist ein Hotel auf der schottischen Hebrideninsel South Uist. 1971 wurde das Gebäude in die schottischen Denkmallisten in der Kategorie B aufgenommen.

## Geschichte
Infolge der Statuten von Iona von 1609, welche unter anderem die Einrichtung von Herbergen auf den Inseln forderten, entstand im frühen 17. Jahrhundert am Standort ein solcher Betrieb. Der Kern des heutigen Pollachar Inns wurde dann im mittleren 18. Jahrhundert errichtet und wurde vermutlich bis ins frühe 19. Jahrhundert erweitert. Das am alten Fähranleger zur Nachbarinsel Barra gelegene Hotel umfasste einst auch ein Postamt. In den 1990er Jahren wurden die Gebäude modernisiert und durch Anbauten ergänzt.

## Beschreibung
Das zweigeschossige Pollachar Inn steht an der Südküste South Uists im Weiler Pollachar am westlichen Ende des Sound of Eriskay. Südwestlich befindet sich der Menhir Pollachar Stone. Der grob L-förmige Komplex setzt sich aus mehreren Gebäuden zusammen. Der Haupteingang befindet sich in einem flachen Vorbau mit Pyramidendach am Südostende des Komplexes. Nach Nordwesten schließen sich zwei Gebäudeteile mit markanten Lukarnen an. Vermutlich im späten 19. Jahrhundert wurde der Nordwestflügel, welcher ehemals die Stallungen beherbergte, aufgestockt. Der zentrale Bauteil am Knie des Ls beherbergt die Bar und ist neueren Datums. Er verbindet beide Trakte miteinander. Die abschließende Dächer sind mit Schiefer eingedeckt. Die Fassaden mit ihren eingesetzten Sprossenfenstern sind mit Harl verputzt.